# ريتشارد كليف
ريتشارد كليف هو عالم حاسوب كندي، ولد في 1960.